# Ò
Ò، ò یکی از حروف زبان کاشوبی است. این حرف برساخته از یک O با اکسان گراوی بر فراز آن است. این حرف همچنین در زبان‌های ایتالیایی، کاتالان، لومبارد، اکسیتان، گیلیک اسکاتلندی، ویتنامی، تائوس و ویلزی به عنوان متغیری از O استفاده‌می‌شود.

## کاربردها
- این حرف بیست‌وهشتمین حرف الفبای کاشوبی است و صدای /wɛ/ می‌دهد.
- در الفبای ویتنامی، Ò نشان‌دهندهٔ O ِ فرودین است.
- در پین‌یین، Ò نشان‌دهندهٔ O ِ فرودین است.
- در الفبای ویلزی o نشان‌دهندهٔ [ɔ] کوتاه و ò نشان‌دهندهٔ آوای بلند [o:] می‌باشد.